# Багрицький Всеволод Едуардович
Всеволод Едуардович Багрицький (1922, Одеса, Українська СРР — 26 лютого 1942, Дубовик, Ленінградська область, РРФСР) — російський радянський літератор, поет.

## Біографія
В 1926 сім'я Багрицьких переїхала до підмосковного Кунцево. Навчаючись в школі, працював літературним консультантом «Піонерської правди». У школі ж познайомився і заприятелював з Оленою Боннер. Батьки Сєви називали її «наша законна наречена».
В 1937 була арештована, а потім заслана в карагандинські табору його мати, яка намагалася заступитися за заарештованого чоловіка сестри — В. І. Нарбута.
У 1938 році видавав знайомим неопублікований вірш арештованого Осипа Мандельштама «Мій щиглик, я голову закину…» за свій, а також переписав його. Можливо, про цей вірш молодий Багрицький дізнався від свого дядька В. І. Нарбута. Викрив його Корній Чуковський, який знав текст Мандельштама з листа самого автора. Повторно плагіат Всеволода сплив уже після його загибелі, в 1963 році, коли «Щиголь» був вперше опублікований в збірнику «Імена на повірку» (вірші радянських поетів, полеглих на Великій Вітчизняній війні) під ім'ям Багрицького. Після листа до редакції Надії Мандельштам Лідія Багрицький виступила з публічним спростуванням авторства свого сина. Незважаючи на це спростування і публікацію цього тексту в СРСР вже як мандельштамівського, в 1978 році в збірнику «Безсмертя» «Щиголь» був знову надрукований як вірш Всеволода Багрицького.
Взимку 1939—1940 вступив до театральної студії О. М. Арбузова та В. М. Плучека. Брав активну участь в написанні та постановці п'єси «Місто на зорі».
З 1940 навчався в Московській Державній театральній студії і працював в «Литературной газете». Того ж року нетривалий час був одружений з Мариною Володимирівною Філатовою.
З перших днів німецько-радянської війни домагався відправлення на фронт, хоча був знятий з військового обліку через сильну короткозорість. У жовтні 1941 був евакуйований в Чистополь. У січні 1942, після наполегливих прохань, отримав призначення в газету «Відвага» Другої ударної армії Волховського фронту.
Загинув при виконанні бойового завдання в селі Дубовик Ленінградської області.
За життя його вірші майже не публікувалися.